# Gorniès
Gorniès [goʁ.njɛs]  (en occitan Gornièrs [gur.'njɛs] ) est une commune française située dans le nord-est du département de l'Hérault, en région Occitanie.
Exposée à un climat méditerranéen, elle est drainée par la Vis et par divers autres petits cours d'eau. La commune possède un patrimoine naturel remarquable : deux sites Natura 2000 (les « gorges de la Vis et de la Virenque » et les « gorges de la Vis et cirque de Navacelles ») et sept zones naturelles d'intérêt écologique, faunistique et floristique.
Gorniès est une commune rurale qui compte 107 habitants en 2022, après avoir connu un pic de population de 609 habitants en 1851. Ses habitants sont appelés les Gorniessois et Gorniessoises.

## Géographie

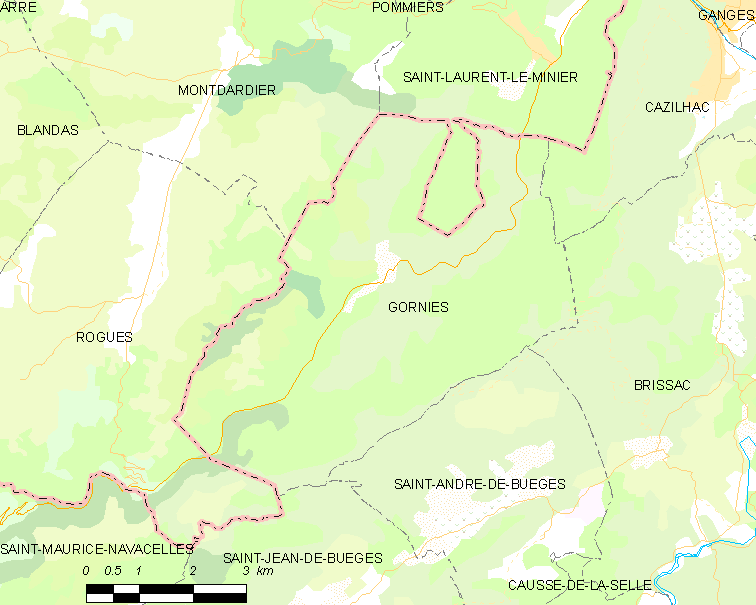
Carte.

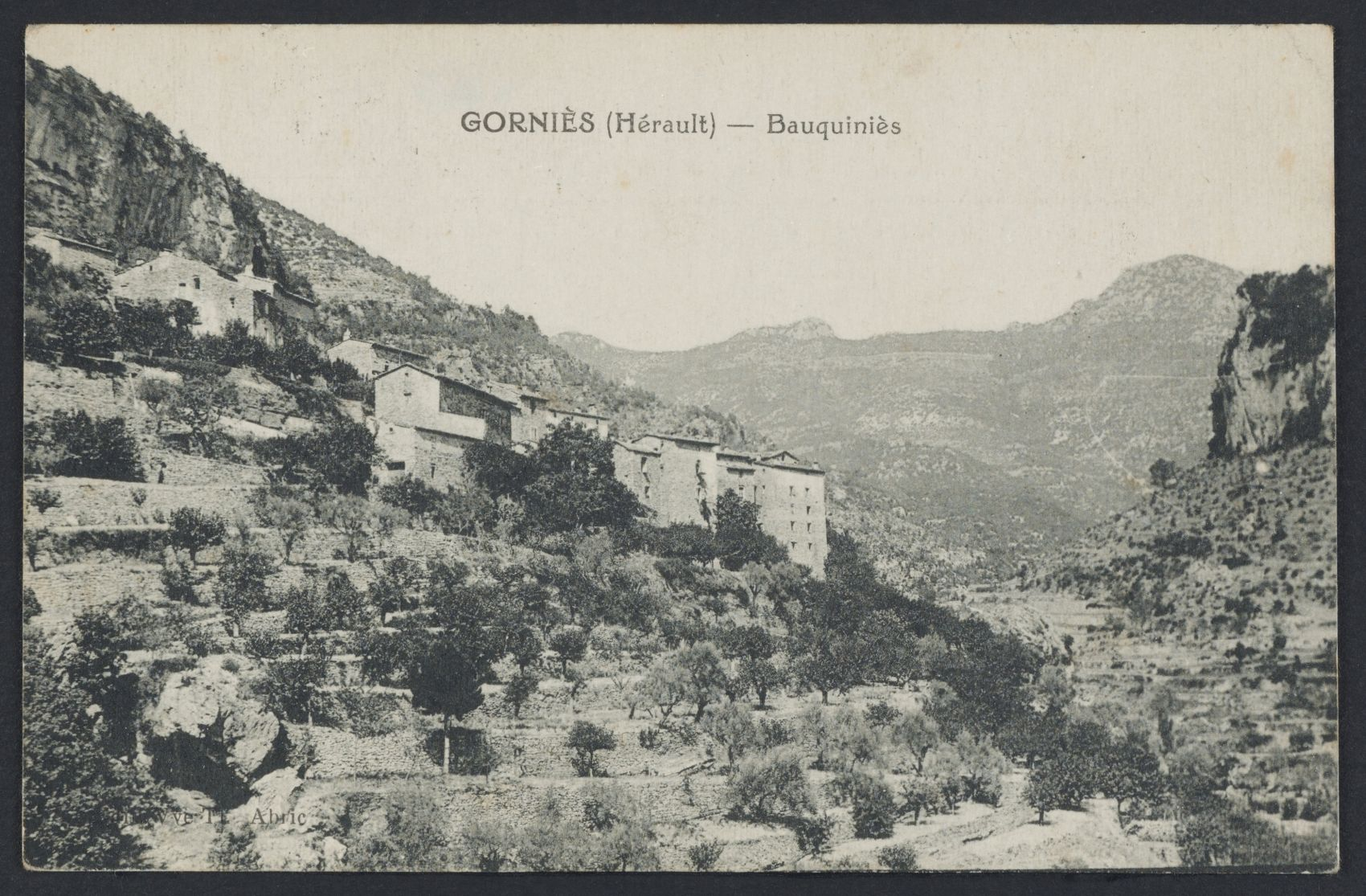
Carte postale de Gorniès par Alexandre Bardou (fin XIXe - début XXe siècle).

Gorniès se situe dans la vallée de la Vis, entre Ganges et le cirque de Navacelles. Le village est dominé par le causse de Blandas à l'ouest et le massif de la Séranne au sud. Le territoire de la commune s'étend sur ces deux massifs et culmine au Roc Blanc.
Bien que la commune soit située dans le département de l'Hérault, il faut obligatoirement passer par le département du Gard pour pouvoir la rejoindre en voiture.

### Communes limitrophes
| Montdardier (Gard) | Saint-Laurent-le-Minier (Gard) | Cazilhac              |
| Rogues (Gard)      | Gorniès                        | Brissac               |
|                    | Saint-Jean-de-Buèges           | Saint-André-de-Buèges |

### Climat
Pour des articles plus généraux, voir Climat de l'Occitanie et Climat de l'Hérault.
En 2010, le climat de la commune est de type climat méditerranéen franc, selon une étude s'appuyant sur une série de données couvrant la période 1971-2000. En 2020, Météo-France publie une typologie des climats de la France métropolitaine dans laquelle la commune est exposée à un climat méditerranéen et est dans la région climatique  Provence, Languedoc-Roussillon, caractérisée par une pluviométrie faible en été, un très bon ensoleillement (2 600 h/an), un été chaud (21,5 °C), un air très sec en été, sec en toutes saisons, des vents forts (fréquence de 40 à 50 % de vents > 5 m/s) et peu de brouillards.
Pour la période 1971-2000, la température annuelle moyenne est de 12,1 °C, avec une amplitude thermique annuelle de 16,2 °C. Le cumul annuel moyen de précipitations est de 1 387 mm, avec 8,2 jours de précipitations en janvier et 3,3 jours en juillet. Pour la période 1991-2020, la température moyenne annuelle observée sur la station météorologique la plus proche, située sur la commune de Montdardier à 5 km à vol d'oiseau, est de 12,9 °C et le cumul annuel moyen de précipitations est de 1 487,0 mm,. Pour l'avenir, les paramètres climatiques de la commune estimés pour 2050 selon différents scénarios d'émission de gaz à effet de serre sont consultables sur un site dédié publié par Météo-France en novembre 2022.

### Milieux naturels et biodiversité

#### Réseau Natura 2000

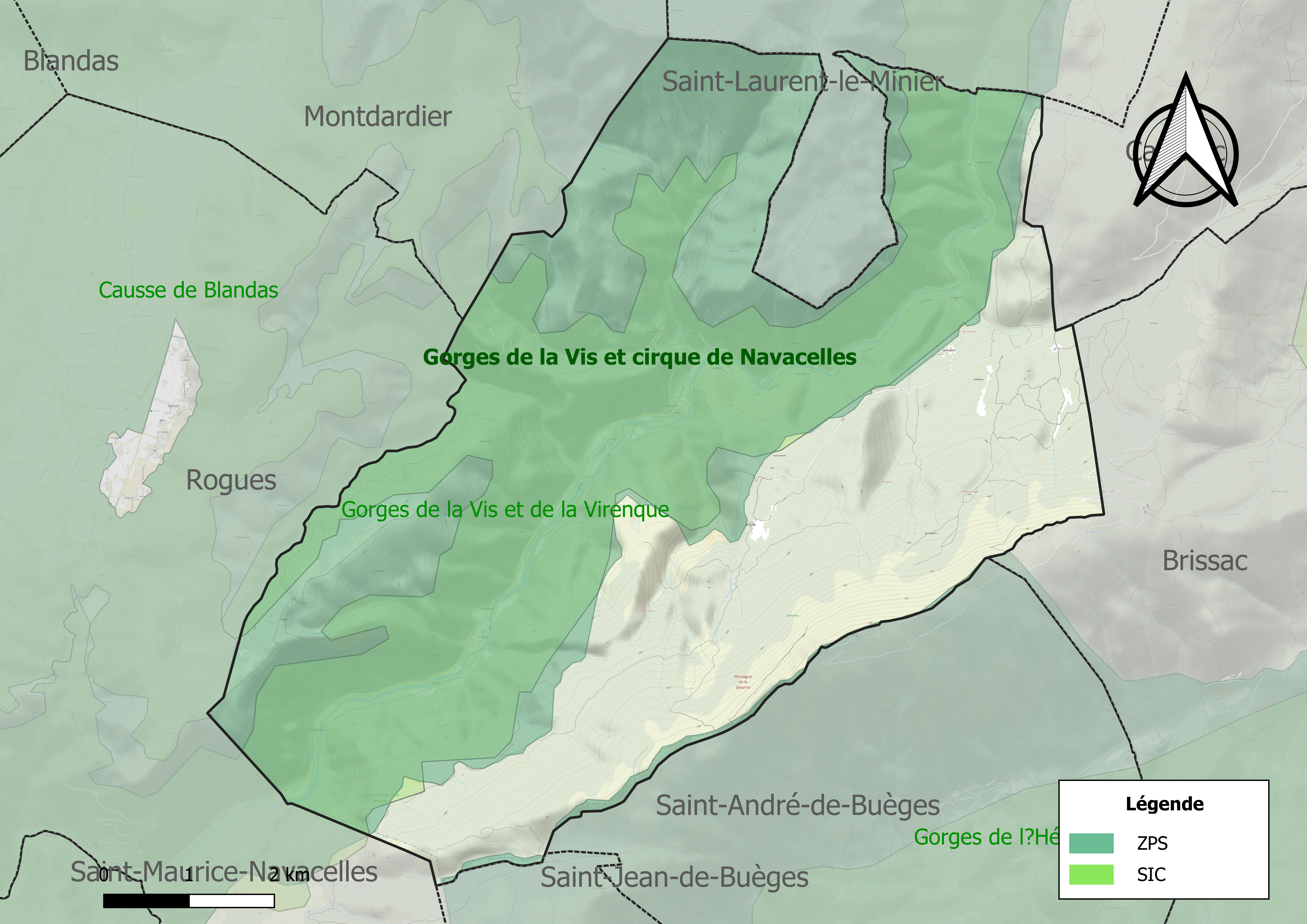
Site Natura 2000 sur le territoire communal.

Le réseau Natura 2000 est un réseau écologique européen de sites naturels d'intérêt écologique élaboré à partir des directives habitats et oiseaux, constitué de zones spéciales de conservation (ZSC) et de zones de protection spéciale (ZPS).
Un site Natura 2000 a été défini sur la commune au titre de la directive habitats :
- les « gorges de la Vis et de la Virenque », d'une superficie de 5 501 ha, un grand site régional qui entaille et sépare l'ensemble des grands causses méridionaux. Il présente deux intérêts majeurs : des habitats aquatiques et des ripisylves, avec six espèces de l'annexe II et des habitats de rochers avec des chauves-souris, les pentes avec de grands éboulis et des pentes boisées de hêtraie calcicole[10]

et un au titre de la directive oiseaux : 
- les « gorges de la Vis et cirque de Navacelles », d'une superficie de 20 277 ha, qui offrent aux oiseaux les milieux nécessaires à la reproduction, à l’hivernage ou au repos en phase migratoire. Il compte, à différentes périodes de l’année, un grand nombre d’espèces remarquables à l’échelle européenne[11].

#### Zones naturelles d'intérêt écologique, faunistique et floristique
L’inventaire des zones naturelles d'intérêt écologique, faunistique et floristique (ZNIEFF) a pour objectif de réaliser une couverture des zones les plus intéressantes sur le plan écologique, essentiellement dans la perspective d’améliorer la connaissance du patrimoine naturel national et de fournir aux différents décideurs un outil d’aide à la prise en compte de l’environnement dans l’aménagement du territoire.
Quatre ZNIEFF de type 1 sont recensées sur la commune :
- les « gorges de la Vis » (3 661 ha), couvrant 8 communes dont cinq dans le Gard et trois dans l'Hérault[13] ;
- le « pic d'Anjeau et rochers de la Tude » (75 ha), couvrant 3 communes dont deux dans le Gard et une dans l'Hérault[14] ;
- les « Roc Blanc » (118 ha), couvrant 2 communes du département[15] ;
- les « Roque Maure et grotte d'Anjeau » (281 ha), couvrant 2 communes dont une dans le Gard et une dans l'Hérault[16] ;

et trois ZNIEFF de type 2, : 
- le « causse de Blandas » (9 113 ha), couvrant 12 communes dont 11 dans le Gard et une dans l'Hérault[17] ;
- le « causse et contreforts du Larzac et montagne de la Séranne » (44 035 ha), couvrant 33 communes dont une dans l'Aveyron, deux dans le Gard et 30 dans l'Hérault[18] ;
- les « gorges de la Vis et de la Virenque » (9 620 ha), couvrant 16 communes dont dix dans le Gard et six dans l'Hérault[19].

Carte des ZNIEFF de type 1 et 2 à Gorniès.
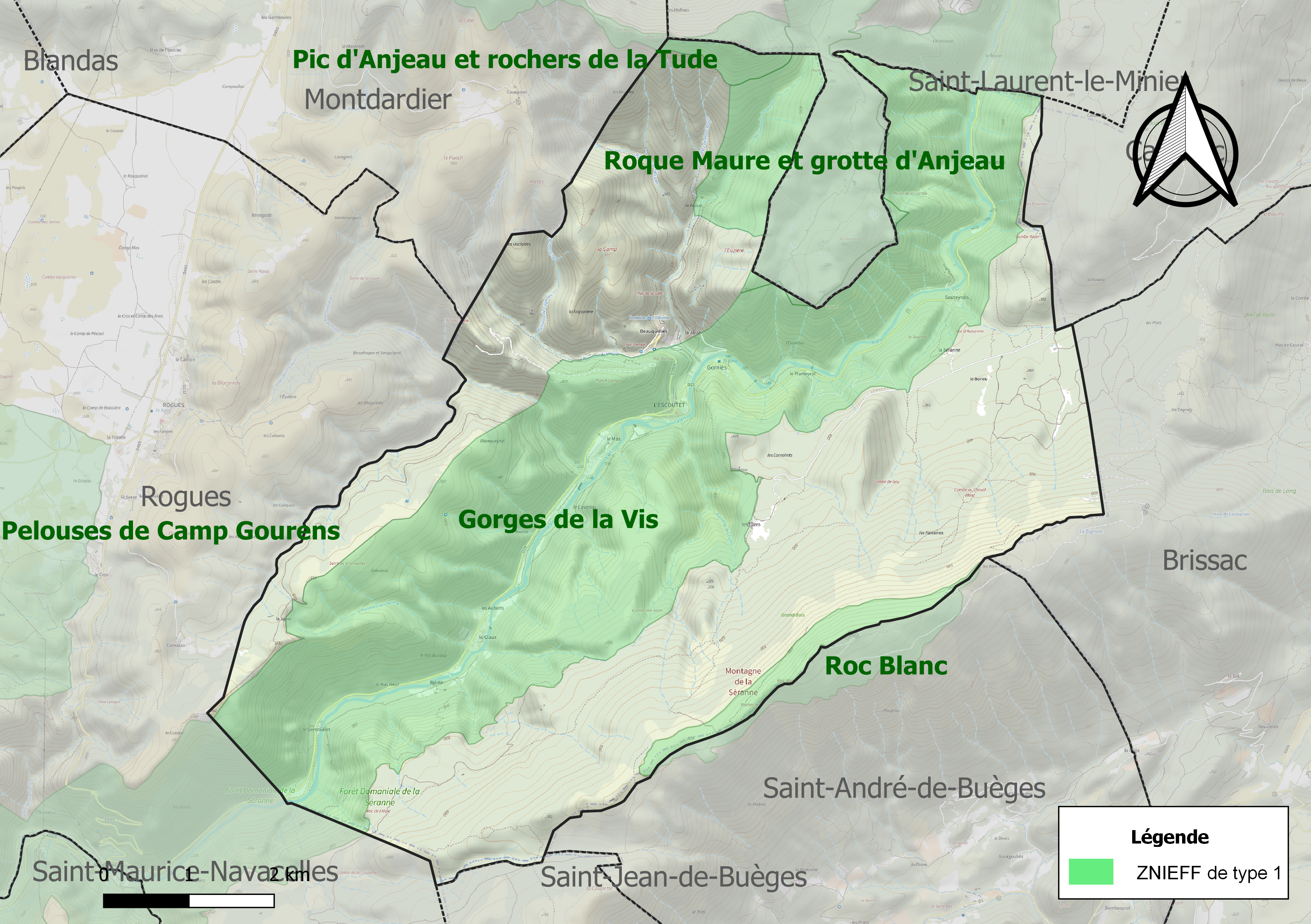
Carte des ZNIEFF de type 1 sur la commune.
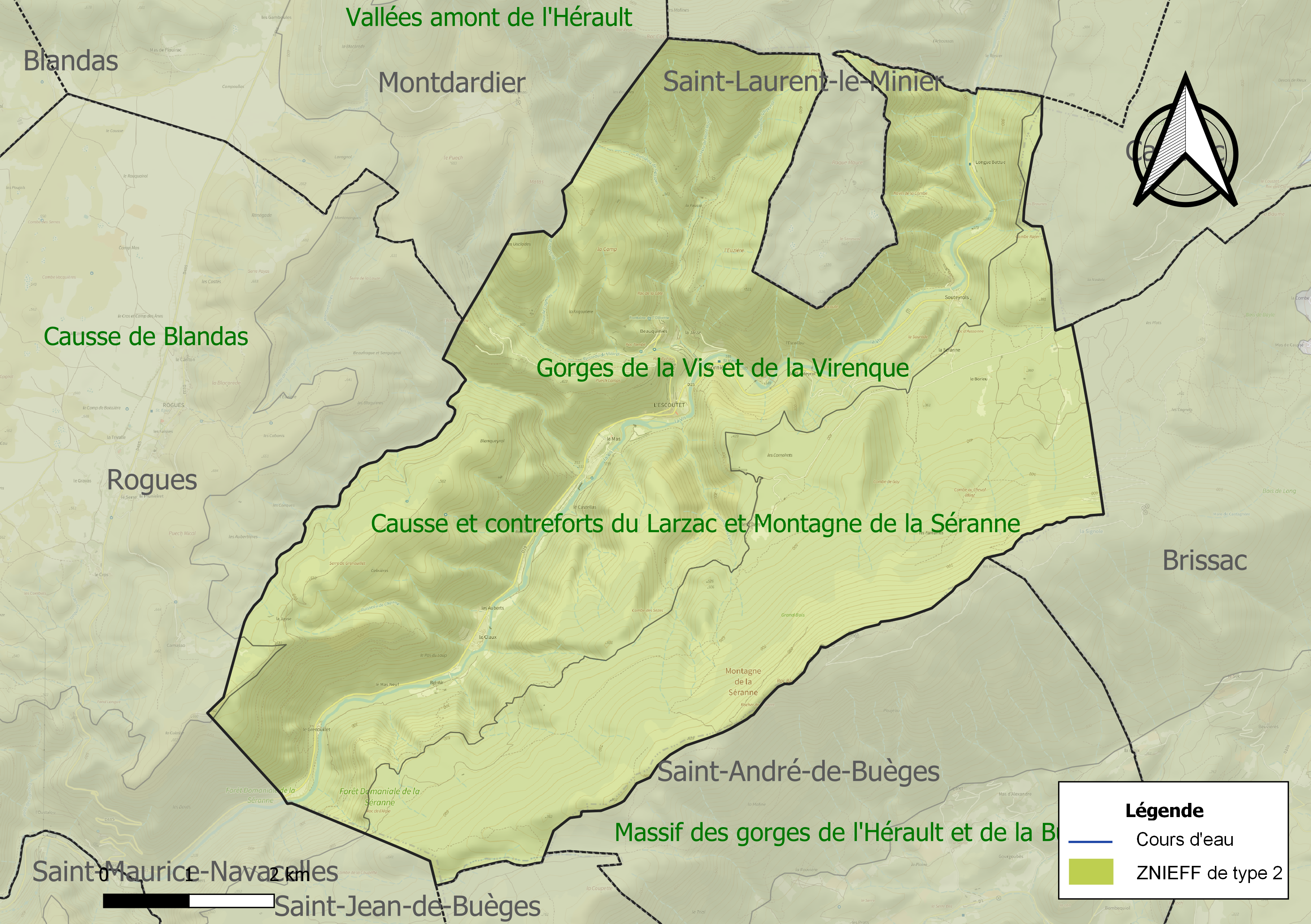
Carte des ZNIEFF de type 2 sur la commune.

## Urbanisme

### Typologie
Au 1er janvier 2024, Gorniès est catégorisée commune rurale à habitat très dispersé, selon la nouvelle grille communale de densité à sept niveaux définie par l'Insee en 2022.
Elle est située hors unité urbaine et hors attraction des villes,.

### Occupation des sols
L'occupation des sols de la commune, telle qu'elle ressort de la base de données européenne d’occupation biophysique des sols Corine Land Cover (CLC), est marquée par l'importance des forêts et milieux semi-naturels (98,7 % en 2018), une proportion identique à celle de 1990 (98,7 %). La répartition détaillée en 2018 est la suivante : 
forêts (57,4 %), milieux à végétation arbustive et/ou herbacée (41,3 %), zones agricoles hétérogènes (1,3 %). L'évolution de l’occupation des sols de la commune et de ses infrastructures peut être observée sur les différentes représentations cartographiques du territoire : la carte de Cassini (XVIIIe siècle), la carte d'état-major (1820-1866) et les cartes ou photos aériennes de l'IGN pour la période actuelle (1950 à aujourd'hui).

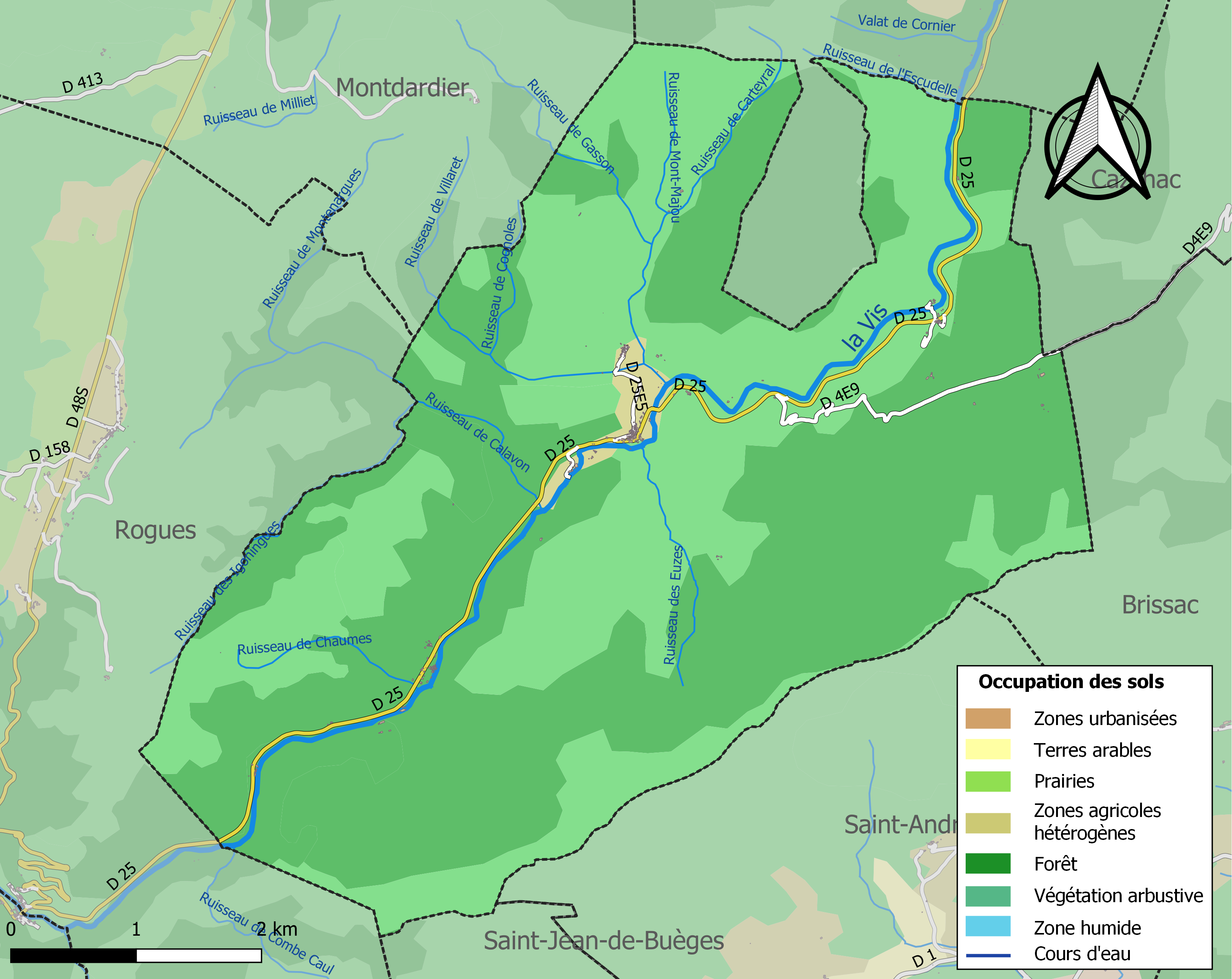
Carte des infrastructures et de l'occupation des sols de la commune en 2018 (CLC).

### Risques majeurs
Le territoire de la commune de Gorniès est vulnérable à différents aléas naturels : météorologiques (tempête, orage, neige, grand froid, canicule ou sécheresse), inondations, mouvements de terrains et séisme (sismicité faible). Il est également exposé à deux risques particuliers : le risque minier et le risque de radon. Un site publié par le BRGM permet d'évaluer simplement et rapidement les risques d'un bien localisé soit par son adresse soit par le numéro de sa parcelle.

#### Risques naturels
Certaines parties du territoire communal sont susceptibles d’être affectées par le risque d’inondation par débordement de cours d'eau, notamment la Vis. La commune a été reconnue en état de catastrophe naturelle au titre des dommages causés par les inondations et coulées de boue survenues en 1982, 1989, 1994, 1995, 1997, 2014 et 2015,.
Gorniès est exposée au risque de feu de forêt du fait de la présence sur son territoire. Un plan départemental de protection des forêts contre les incendies (PDPFCI) a été approuvé en juin 2013 et court jusqu'en 2022, où il doit être renouvelé. Les mesures individuelles de prévention contre les incendies sont précisées par deux arrêtés préfectoraux et s’appliquent dans les zones exposées aux incendies de forêt et à moins de 200 mètres de celles-ci. L’arrêté du 25 avril 2002 réglemente l'emploi du feu en interdisant notamment d’apporter du feu, de fumer et de jeter des mégots de cigarette dans les espaces sensibles et sur les voies qui les traversent sous peine de sanctions. L'arrêté du 11 mars 2013 rend le débroussaillement obligatoire, incombant au propriétaire ou ayant droit,.

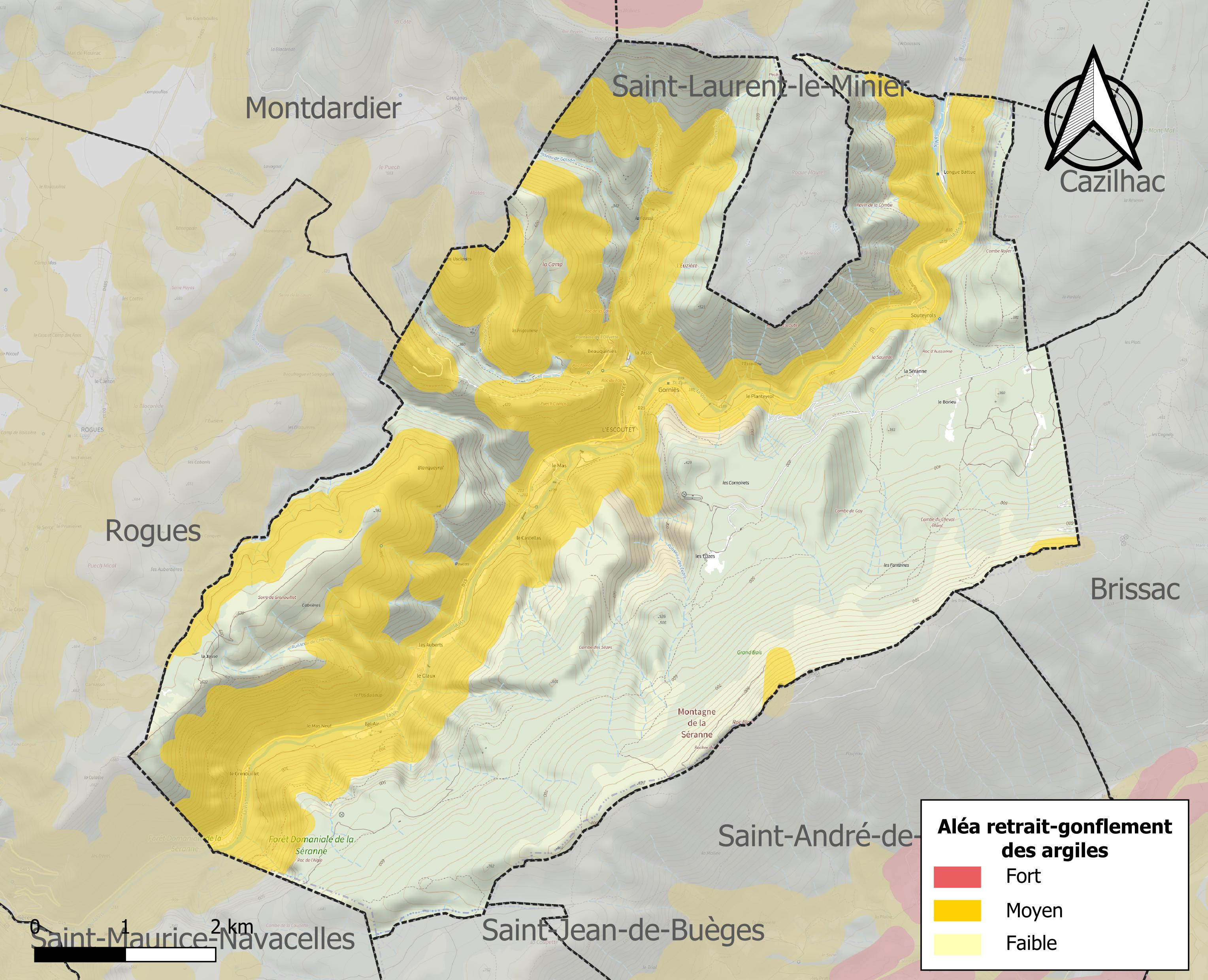
Carte des zones d'aléa retrait-gonflement des sols argileux de Gorniès.

La commune est vulnérable au risque de mouvements de terrains constitué principalement du retrait-gonflement des sols argileux. Cet aléa est susceptible d'engendrer des dommages importants aux bâtiments en cas d’alternance de périodes de sécheresse et de pluie. 38,4 % de la superficie communale est en aléa moyen ou fort (59,3 % au niveau départemental et 48,5 % au niveau national). Sur les 121 bâtiments dénombrés sur la commune en 2019, 113 sont en aléa moyen ou fort, soit 93 %, à comparer aux 85 % au niveau départemental et 54 % au niveau national. Une cartographie de l'exposition du territoire national au retrait gonflement des sols argileux est disponible sur le site du BRGM,.
Par ailleurs, afin de mieux appréhender le risque d’affaissement de terrain, l'inventaire national des cavités souterraines permet de localiser celles situées sur la commune.

#### Risque particulier
L’étude Scanning de Géodéris réalisée en 2008 a établi pour le département de l’Hérault une identification rapide des zones de risques miniers liés à l’instabilité des terrains. Elle a été complétée en 2015 par une étude approfondie sur les anciennes exploitations minières du bassin houiller de Graissessac et du district polymétallique de Villecelle. La commune est ainsi concernée par le risque minier, principalement lié à l’évolution des cavités souterraines laissées à l’abandon et sans entretien après l’exploitation des mines.
Dans plusieurs parties du territoire national, le radon, accumulé dans certains logements ou autres locaux, peut constituer une source significative d’exposition de la population aux rayonnements ionisants. Certaines communes du département sont concernées par le risque radon à un niveau plus ou moins élevé. Selon la classification de 2018, la commune de Gorniès est classée en zone 2, à savoir zone à potentiel radon faible mais sur lesquelles des facteurs géologiques particuliers peuvent faciliter le transfert du radon vers les bâtiments.

## Toponymie
La commune a été connue sous les variantes : de Gornerio (XIIe s. ?, 1250), de Grenerio (1550), etc.
Le nom est probablement une variante de l'occitan cornièr = cornouiller.

## Histoire
Au cours de la Révolution française, la commune porte provisoirement le nom de Renfort.

## Politique et administration
| Période                                  | Période   | Identité         | Étiquette | Qualité   |
| ---------------------------------------- | --------- | ---------------- | --------- | --------- |
| 1947                                     | 1956      | Elie Ginouvier   |           |           |
| 1956                                     | 1965      | Maurice Causse   |           |           |
| 1965                                     | mars 1983 | Charles Gounelle |           |           |
| mars 1983                                | mars 2008 | Jean-Paul Causse | PS        |           |
| mars 2008                                | mars 2014 | Hans Mettler     |           |           |
| mars 2014                                | mai 2020  | Nicole Maurice   | SE        | Retraitée |
| mai 2020                                 | En cours  | Joël Povreau     |           |           |
| Les données manquantes sont à compléter. |           |                  |           |           |

## Démographie
L'évolution du nombre d'habitants est connue à travers les recensements de la population effectués dans la commune depuis 1793. Pour les communes de moins de 10 000 habitants, une enquête de recensement portant sur toute la population est réalisée tous les cinq ans, les populations de référence des années intermédiaires étant quant à elles estimées par interpolation ou extrapolation. Pour la commune, le premier recensement exhaustif entrant dans le cadre du nouveau dispositif a été réalisé en 2005.

En 2022, la commune comptait 107 habitants, en évolution de −15,75 % par rapport à 2016 (Hérault : +7,49 %, France hors Mayotte : +2,11 %).
| 1793 | 1800 | 1806 | 1821 | 1831 | 1836 | 1841 | 1846 | 1851 |
| ---- | ---- | ---- | ---- | ---- | ---- | ---- | ---- | ---- |
| 466  | 409  | 511  | 558  | 583  | 598  | 590  | 609  | 609  |

| 1856 | 1861 | 1866 | 1872 | 1876 | 1881 | 1886 | 1891 | 1896 |
| ---- | ---- | ---- | ---- | ---- | ---- | ---- | ---- | ---- |
| 539  | 522  | 554  | 508  | 461  | 434  | 446  | 352  | 348  |

| 1901 | 1906 | 1911 | 1921 | 1926 | 1931 | 1936 | 1946 | 1954 |
| ---- | ---- | ---- | ---- | ---- | ---- | ---- | ---- | ---- |
| 426  | 434  | 344  | 271  | 259  | 236  | 214  | 181  | 163  |

| 1962 | 1968 | 1975 | 1982 | 1990 | 1999 | 2005 | 2006 | 2010 |
| ---- | ---- | ---- | ---- | ---- | ---- | ---- | ---- | ---- |
| 133  | 110  | 109  | 131  | 136  | 121  | 121  | 118  | 112  |

| 2015 | 2020 | 2022 | - | - | - | - | - | - |
| ---- | ---- | ---- | - | - | - | - | - | - |
| 128  | 113  | 107  | - | - | - | - | - | - |

## Économie

### Emploi
|                | 2008   | 2013   | 2018   |
| -------------- | ------ | ------ | ------ |
| Commune        | 10,5 % | 19 %   | 12,8 % |
| Département    | 10,1 % | 11,9 % | 12 %   |
| France entière | 8,3 %  | 10 %   | 10 %   |

En 2018, la population âgée de 15 à 64 ans s'élève à 51 personnes, parmi lesquelles on compte 63,8 % d'actifs (51,1 % ayant un emploi et 12,8 % de chômeurs) et 36,2 % d'inactifs,. Depuis 2008, le taux de chômage communal (au sens du recensement) des 15-64 ans est supérieur à celui de la France et du département.
La commune est hors attraction des villes,. Elle compte 9 emplois en 2018, contre 10 en 2013 et 15 en 2008. Le nombre d'actifs ayant un emploi résidant dans la commune est de 29, soit un indicateur de concentration d'emploi de 29,6 % et un taux d'activité parmi les 15 ans ou plus de 30,8 %.
Sur ces 29 actifs de 15 ans ou plus ayant un emploi, 9 travaillent dans la commune, soit 30 % des habitants. Pour se rendre au travail, 81,5 % des habitants utilisent un véhicule personnel ou de fonction à quatre roues, 3,7 % les transports en commun, 3,7 % s'y rendent en deux-roues, à vélo ou à pied et 11,1 % n'ont pas besoin de transport (travail au domicile).

### Activités hors agriculture
5 établissements sont implantés  à Gorniès au 31 décembre 2019.
Le secteur de la construction est prépondérant sur la commune puisqu'il représente 40 % du nombre total d'établissements de la commune (2 sur les 5 entreprises implantées  à Gorniès), contre 14,1 % au niveau départemental.

### Agriculture
|               | 1988 | 2000 | 2010 | 2020 |
| ------------- | ---- | ---- | ---- | ---- |
| Exploitations | 11   | 8    | 3    | 1    |
| SAU (ha)      | 51   | 522  | 38   | 162  |

La commune est dans le « Soubergues », une petite région agricole occupant le nord-est du département de l'Hérault. En 2020, l'orientation technico-économique de l'agriculture  sur la commune est l'élevage de bovins, pour la viande. Une seule  exploitation agricole ayant son siège dans la commune est recensée lors du recensement agricole de 2020 (onze en 1988). La superficie agricole utilisée est de 162 ha,,.

## Culture locale et patrimoine

### Lieux et monuments
- Église de l'Assomption-de-Notre-Dame de Gorniès.
- Temple protestant de Gorniès.

## Sites naturels

### Spéléologie
La commune de Gorniès est l'une des communes du département de l'Hérault les plus riches en cavités naturelles (grottes et avens). Sa position au pied du massif du Roc Blanc composé de calcaires du Jurassique supérieur en fait un pôle d'attractivité spéléologique des plus importants de la région karstique nord-montpellièraine.
Plus de 150 cavités y sont connues. Les plus importantes sont les grottes du Grenouillet, la grotte du Claux, la grotte des Scorpions et la caverne du Maure (où des fouilles ont été effectuées par Robert Octobon, fils du Commandant François-Charles-Ernest Octobon, qui habita à Gorniès). De nombreuses rivières souterraines y sont recensées : évent du Mas Neuf, évent de Rodel, évent de Plantayrels, évent de Gorniès, évent de Cartayrals, rivière souterraine du Grand Bousquet.
La coloration d'un ruisseau qui parcourt la grotte du Grenouillet, réalisée par le Club Loisirs et Plein-Air (CLPA) a rejoint la fous de l'Avèze (Brissac) traversant sur une distance de plusieurs kilomètres tout le massif du Roc Blanc. Cette expérience a mis en évidence un des plus importants réseaux hydrogéologiques de la Séranne.

## Héraldique
| Le blason de Gorniès | Les armes de Gorniès se blasonnent ainsi : d'or au chef losangé d'argent et d'azur. |

### Personnalités liées à la commune
- Commandant François Charles Ernest Octobon, paléontologue et Officier de la Légion d'Honneur.
- Le résistant français Michel Hollard marié avec Yvonne Marguerite Gounelle, héros de la Résistance, l'homme qui sauva Londres, est inhumé au cimetière de Gorniès.
- Pasteurs Gédéon Gounelle, Élie Gounelle, Paul Gounelle, Edmond Gounelle et Théodore Gounelle.
- Le résistant français Michel Hollard, l'homme qui sauva Londres, est inhumé au cimetière de Gorniès.

### Fonds d'archives
- Fonds : Archives communales de Gorniès (1679-1953) [0,15 ml].  Cote : 115 EDT. Montpellier : Archives départementales de l'Hérault (présentation en ligne).